# Знаменский монастырь (Иркутск)
Зна́менский монасты́рь (также Монастырь во и́мя Знаме́ния Бо́жией Ма́тери) — женский монастырь Иркутской епархии Русской православной церкви, расположенный в Правобережном округе города Иркутска. Расположен у впадения реки Ушаковки в Ангару. Один из старейших монастырей Сибири.

## История
Основан в 1689 году на правом берегу Ангары. Первые постройки были деревянными и к 1727 году, срубленная в 1693 году Соборная Знаменская церковь, пришла в ветхость. В 1762 году было отстроено каменное здание соборной церкви. Приделы и прочие объекты достраивались в течение нескольких лет. С 1769 года и до самой своей смерти (декабрь 1782) игуменьей Знаменского монастыря была Ираида (Павлуцкая), которая, согласно «РБСП», собрала монахинь, «расширила храм и много сделала для устройства распадавшегося монастыря».

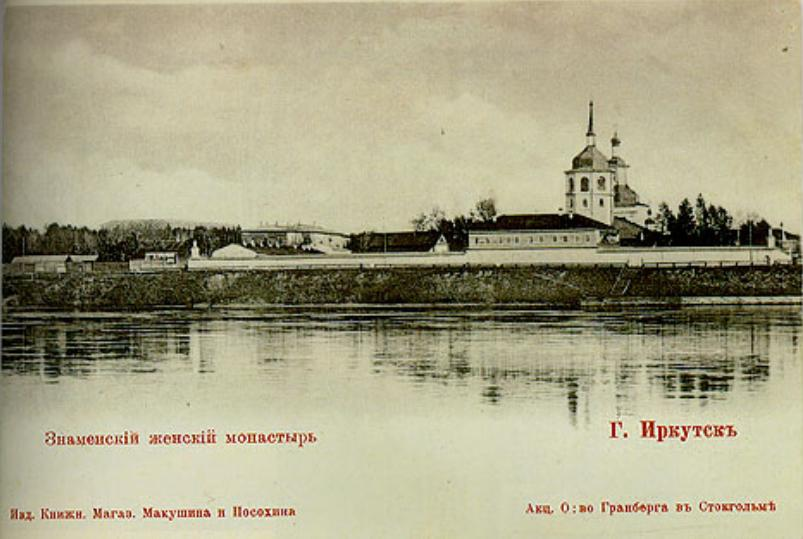
Открытка начала XX века

С 1828 по 1837 год игуменьей Знаменского монастыря служила купеческая дочь Илария, которая, при содействии своих братьев Басниных, обустроила и значительно обогатила обитель.
В ночь с 6 на 7 февраля 1920 года у монастыря после расстрела были сброшены в прорубь тела Верховного правителя России А. В. Колчака и председателя Совета министров В. Н. Пепеляева. С установлением в Иркутске советской власти, в распоряжении Иркутской епархии осталась только Знаменская церковь, а монастырь закрыли. В помещениях разместили отделы гидроавиаторов: в устье Ушаковки с 1928 года располагался иркутский гидропорт.
В 1926 году Знаменская церковь стала приходской, а с 1929 года начала выполнять функции кафедрального собора, так как Богоявленский собор был закрыт для богослужений, а Казанский кафедральный собор и вовсе снесли. Спустя семь лет Знаменская церковь вновь была закрыта, в здании разместили авиаремонтные мастерские и гаражи.
С началом Великой Отечественной войны иркутский гидропорт прекратил пассажирские перевозки, лётчики и самолёты были мобилизованы на фронт. В монастыре остались только гидросамолёты НКПС, которые обслуживали БАМ. В 1953 году база гидросамолётов НКПС была закрыта.
Знаменская церковь была возвращена Иркутской епархии в 1945 году. В 1948 году ей был возвращён статус кафедрального собора.
30 августа 1960 года комплекс Знаменского монастыря Постановлением Совета Министров РСФСР № 1327 (Приложение 1) переведён в ранг памятников архитектуры республиканского (федерального) значения и поставлен на государственную охрану.
С 1991 года в Знаменской церкви вновь покоятся мощи святителя Иннокентия (Кульчицкого), а 27 августа 1994 года в монастыре был возрождён чин монашеского пострига. В настоящее время на территории монастыря находится епархиальное управление Иркутской митрополии.

## Ансамбль монастыря

### Некрополь
На территории монастыря расположен некрополь, где похоронены Григорий Шелихов, Николай Панов, Афанасий Щапов, епископ Иннокентий (Нерунович), княгиня Екатерина Трубецкая и дети Трубецких: София, Владимир и Никита. В 2015 году после отпевания в Знаменской церкви у её южной стены похоронен писатель Валентин Распутин.
После открытия гидроаэропорта архитектура всего монастыря была под угрозой. Сохранность некрополя стало возможно использовать в качестве аргумента при доказательстве позиции сохранения памятника. В 1935 году в областной газете была опубликована статья, где писатель И. Г. Гольдберг рассказал о безответственном отношении к могилам и возможности утраты надгробий декабристов и жены декабриста Екатерины Трубецкой на монастырском кладбище. В статье описывалось, что попустительство представителей владельца — людей из Управления гражданского воздушного флота привело к тому, что представители Сибутиля выкорчевали все металлические украшения с памятников кладбища и ценные литые чугунные ограды. Эти ограды были выполнены по заказу декабристов на Петровском заводе в Санкт-Петербурге. В результате того, что в стенах монастыря был расположен гидроаэропорт были утеряны могилы декабристов П. А. Муханова и В. А. Бечаснова. Надгробные памятники декабристу Н. А. Панову и путешественнику Г. И. Шелихову серьёзно пострадали.

### Памятник Колчаку
2 ноября 2004 года вблизи предположительного места расстрела А. В. Колчака возле Знаменского монастыря был установлен первый в России памятник адмиралу. Автор — В. М. Клыков. Событие было приурочено к 130-летию со дня рождения А. В. Колчака.